# 2,2,5,5-四甲基-3-己炔
2,2,5,5-四甲基-3-己炔是一种有机化合物，化学式为C10H18。它可由二(三甲基硅基)乙炔和叔丁基氯在氯化铝催化下反应制得。

## 反应
2,2,5,5-四甲基-3-己炔和四氯化二乙烯合二铂反应，可以得到四氯化二(2,2,5,5-四甲基-3-己炔)合二铂。